# 天比高創作伙伴

天比高創作伙伴標誌

天比高創作伙伴 賽馬會策動創新思維（簡稱：天比高；英文：Skyhigh Creative Partners）是一個由香港商業電台及聖雅各福群會所成立的多元創作社會企業。會址設於新界西天水圍天恆邨停車場5樓B翼，於2008年2月1日正式運作。其新翼在2009年8月17日開始擴建，2019年3月14日聖雅各福群會經「天比高」facebook專頁發出通告，其資助計劃於2019年3月31日完結，意味著「天比高」有機會完結或轉型。

## 成立目的
「天比高」名稱來自商業電台舉辦的活動「人人天天 天比高」，喻意夢想比天高、天天向上。
天比高由商台副主席俞琤花上超過1年時間計劃，在2008年1月1日舉行的叱咤樂壇流行榜頒獎禮中宣佈正式成立。它是一個涵蓋不同平台的社會企業，主要對象為年輕人，希望能透過讓年輕人參加不同類型的活動及課程，並讓他們參與如電台、劇場、電影及動畫等創作，培訓出具創意的年輕創作人。位於天水圍的會址於2008年2月1日正式開放，俞琤表示是受到社會工作者邵家臻影響而選址天水圍，並希望協助天水圍的年青人尋找出路。其大部分經費來自贊助商，當中最大的贊助商為賽馬會和李澤楷旗下的電訊盈科。除此之外，俞琤也表示，英皇娛樂的楊受成、金牌娛樂的黃柏高、東亞娛樂的林建岳也對計劃作出不少資助。成立後的宣傳口號是：「天比高唔係一間公司，不過有糧出；天比高無阿Sir同Miss，但係有嘢學」自成立至2009年12月，已有超過3000名年輕人加入成為見習創作生，創辦了大約700個活動。

## 活動或課程
天比高將工作人員稱作「伙伴」，又將參與活動或課程的人稱作「見習生」，「見習生」登記後可自由選擇參與活動，預計每年招收百多名學員，學員會被獲發津貼（薪金），津貼會隨著晉升而增加。表現出色的見習生可晉升成為「入圍創作人」並汲取足夠經驗後，會獲推薦至各大與創作有關的媒體公司、團體等擔任全職創作人。

### 已進行/正在舉辦
- 成為見習創作人：活動目標為12至30歲及想成為創作人的人，經過肯定後可晉升成「入圍創作人」。

- 斐劇場 團員選

- 圍你音樂會

- ROCK 爆鳥

### 已結束/已截止
- 我愛我 -- 自我認識工作坊 / 求職工作坊

- 第一天比高

- abcDJ

- 不眠顯靈

- 最後今天

- IMAGINATION 好動之夏：給予喜歡「畫公仔」（繪畫）的人成為見習動畫師的機會，可以跟隨專業動畫師試畫動畫，表現出色可獲推薦到動畫公司參與國際動畫製作。

- 拉闊圍音樂

- 歌仔鋸大樹

- 陳奕迅．斐劇場：由歌星陳奕迅及DJ 高郁斐（有耳非文）主持，參加者須出席「斐劇場團員選」，內容包括自我介紹、自選表演、臨場測試各1分鐘，入圍團員可參加劇作坊及集訓。「團員選」分批進行，於2008年2月15日進行第一次面試，每次面試約50人，由多名導演或藝人負責評分，包括梁祖堯、有耳非文、彭浩翔等。評判指面試者都能夠表現自己的特質，而這也是評判所期望的。[8]第二次面試於2008年2月18日進行[9]。

- 愛到爆

- 野仔快閃劇

- ２０５０圍音樂

- 紅館四月天比高

- 試下填LALA LA

- 圍音樂　第一圍　作明哥曲｜填明哥詞：活動以創作歌曲樣辦（demo）、改編黃耀明（明哥）歌詞為主題，參加者成為見習創作人，會被邀請於2008年3月5日與黃耀明一起收聽音樂樣辦及揀選歌詞，最後選出的曲詞會被收錄在黃耀明大碟中。

- 試下噏．祈求笑：由軟硬天師成員林海峰主持，參加者預備30秒自創笑話，最好的20名入圍參加者可以免費觀賞林海峰的《是但噏求其大合唱》，其餘的參加者則獲邀參與《天比高林海峰是後噏求其播》足本重溫林海峰的演出，截止日期為2008年2月22日。

- 銀河大戰：美國洛杉磯銀河於3月5日友賽上海東亞後可能來香港與中港聯隊比賽，公開招募「洛杉磯銀河友賽中港聯隊」的主題圖案、宣傳口號、紀念品設計、紀念Tee設計及電台宣傳稿，2008年2月21日截止。參賽者有機會在2月22日與商台製作美術創作總監謝昭仁會面。

- 何利利與你共鳴：由881創作總監何利利主持，讓有興趣及入圍的見習生於2008年2月14日開始人生首次電台節目主持工作、後期混音及剪接，作品將於香港商業電台有誰共鳴節目播出。活動吸引不少15、16歲青年參加，但何利利指起初這些見習生不太主動發問，原因是害羞及不敢於眾目睽睽下發問，她希望見習生能學會望著別人眼睛來談話，而不是只懂得在電腦與其他人溝通。節目會經見習生完成製作後播出，播出時間為2008年4月1日00:00至01:00（雷霆881）及06:00至07:00（叱o宅903）。[10][11]

- 葛民輝＠中國航天展：由軟硬天師成員葛民輝主持，與見習生為2008年3月在香港舉行的中國航天展設計標誌（logo）及口號，已於2008年2月11日舉行。

- 那天約你上太空

- 未來通話：與諾基亞合辦。

- 多謝Paco　唔該Mani：天比高成立時，曾在多次宣傳中提及這個活動，活動由金牌娛樂董事長黃柏高（Paco）、英皇娛樂藝人管理部總監霍汶希（Mani）主持，口號為「一步登天，能者入圍」，主持會送上3分鐘時間表演，讓見習生有機會成為明星，但直至黃柏高被調職後，仍未有正式舉辦過。

- 天比高動畫學堂 -- 見習電腦動畫師計劃

- 微電影 大合拍

- 彭浩翔與天比高

- 向難度宣戰 -- 天比高招聘活動

- 天比高戀相狂

## 歷年口號
- 2008年：最後今天
- 2009年：愛當做
- 2010年：沖天不怕　著地不怕　沒有甚麼比放棄更可怕
- 2011年：我們要爆鳥
- 2012年：窮異想　餓天開　惡舊地　貪漫遊
- 2013年：學習中出精彩
- 2014年：吃苦當進補
- 2015年：熱休克蛋白　逆境要生存
- 2016年：一往無前　所想披靡

## 評價

### 支持
- 參與其中的歌星陳奕迅認為這是一個有意義的工作。[12]

- 有作家和青少年服務機構表示認同天比高「妙想開天，懷才必遇」的觀點。[13]，欣賞她們讓苦無出路的青少年有機會發展自己的事業。[2]

### 質疑
- 作家健吾認為，在香港推行社會企業的出發點是好，但香港創意/設計市場本身難說興旺，待遇也不能算好，大舉引入生力軍會影響現有工作者的生計，甚至造成行業生態失衡。[14]

- 類似的計劃在電影界已經出現過，不知道天比高可否成功。[2]

### 批評
- 2017年4月，天比高於其官方Facebook專頁招募設計人員，強調此為發揮創意「機會」，但以項目屬義務性質為由表示不能提供市場價格，網民批評天比高向以義務工作之名宣傳，實際上一直進行商業行為。又質疑此機構既受商業機構及馬會贊助，但卻吝嗇於設計成本，將無償或低薪工作包裝成「難得機會」實屬剝削和不公義，長遠也會拖累業者待遇與設計專業。及後天比高負責人之一的有耳非文發帖解話並以捐血作類比，但其言論惹來更多不滿，最後該則招募設計人員的帖子突然被刪除。 [15]

- 資深廣告人姚冠東指天比高要設計師分擔成本的做法離譜，並表示在廣告行業設計師被剝削的情況普遍，他寄語新一代的設計師要自重，不要為一個幾毫折腰。[16]

## 外部連結
- 官方網頁 （页面存档备份，存于）
- 官方facebook群
- 官方facebook專頁

## 相關文獻
- 商業電台：　商台天水圍辦天比高推動青年創意 （页面存档备份，存于）
- 太陽報： 天水圍「天比高」教創作 （页面存档备份，存于）
- 文匯報：商台新春團拜 細數「天比高」大計 （页面存档备份，存于）